# Krokbornsparken

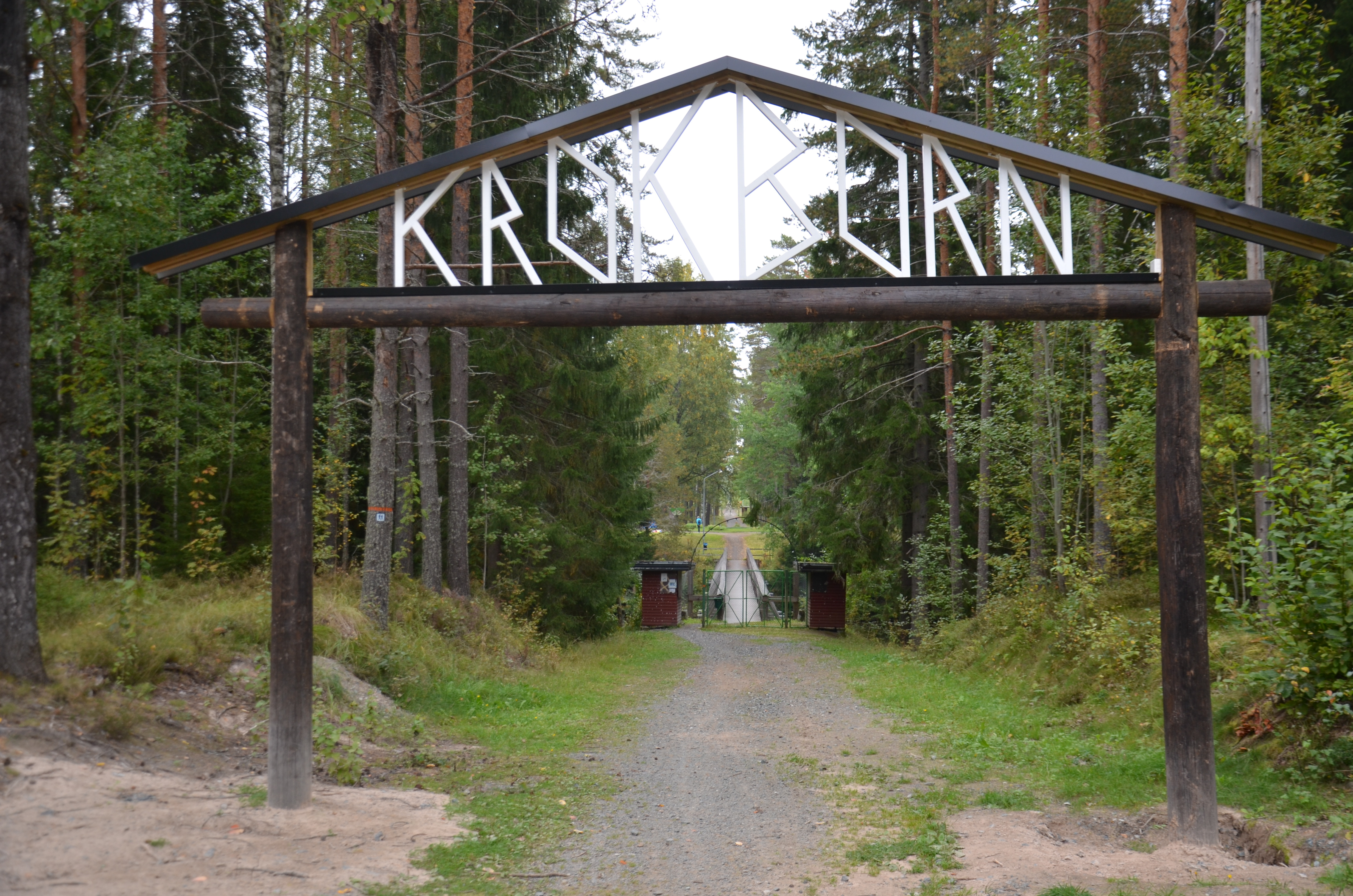
Västra entrén till Krokbornsparken vid landsvägen

Krokbornsparken ligger vid Hällefors på en långsträckt halvö i Svartälven. 
Parken räknas som Sveriges första folkpark och började anläggas 1796. Initiativtagare var bergsrådet Detlof Heijkensköld d.ä., som var ägare till Hällefors bruk. I parken finns ett antal raka gångar som sammanstrålar i en central plats. Mellan gångarna finns dessutom ett stignät. Förr fanns det ett antal nöjesattraktioner i form av danssalong, karuseller, gungor och en amfiteater. Än idag finns en dansbana (uppförd 1929) och en utomhusteater i Krokbornsparken.
Krokbornsparken byggnadsminnesförklarades år 1996.

## Bildgalleri

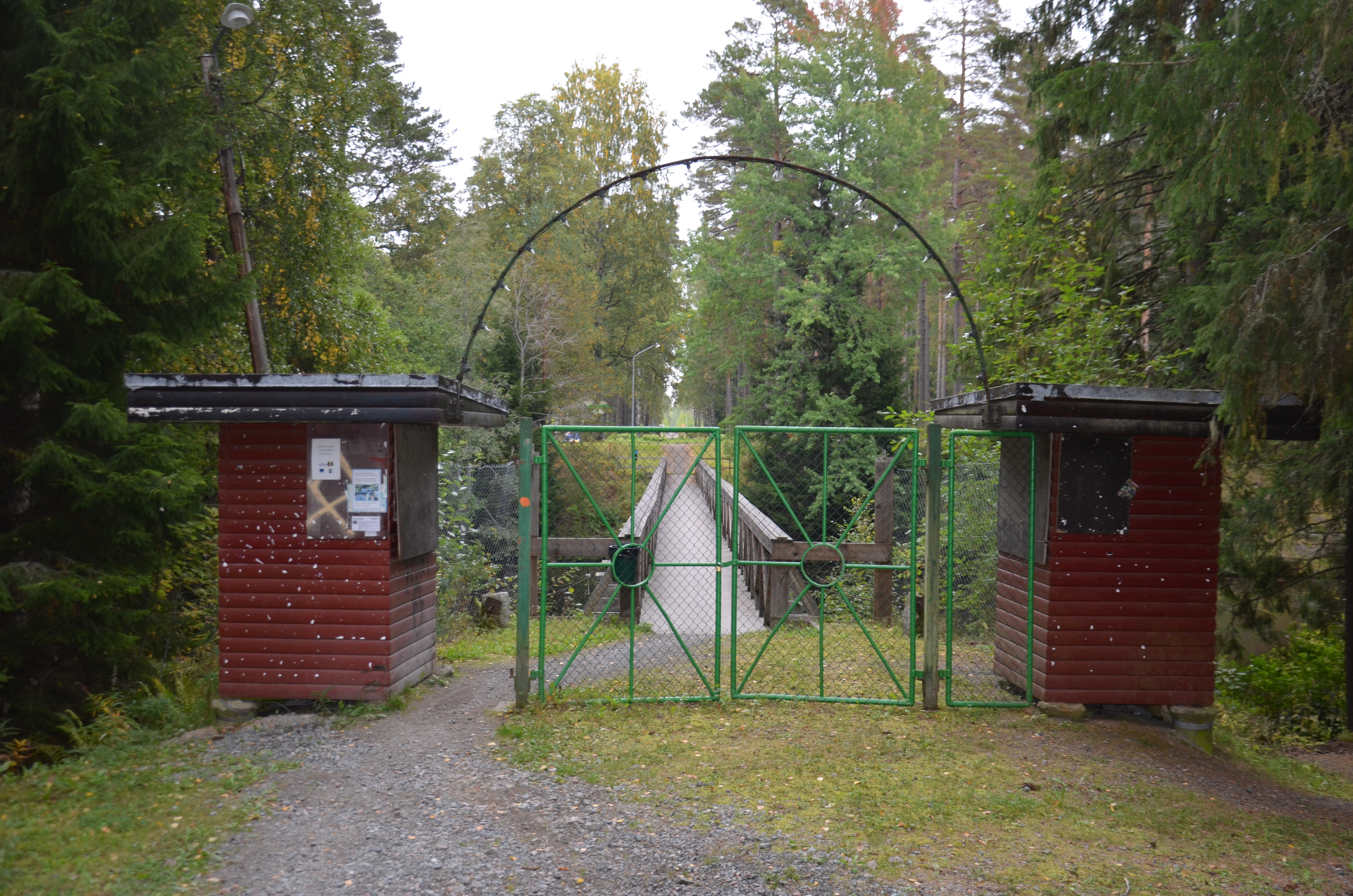
Västra entrén vid Svartälven
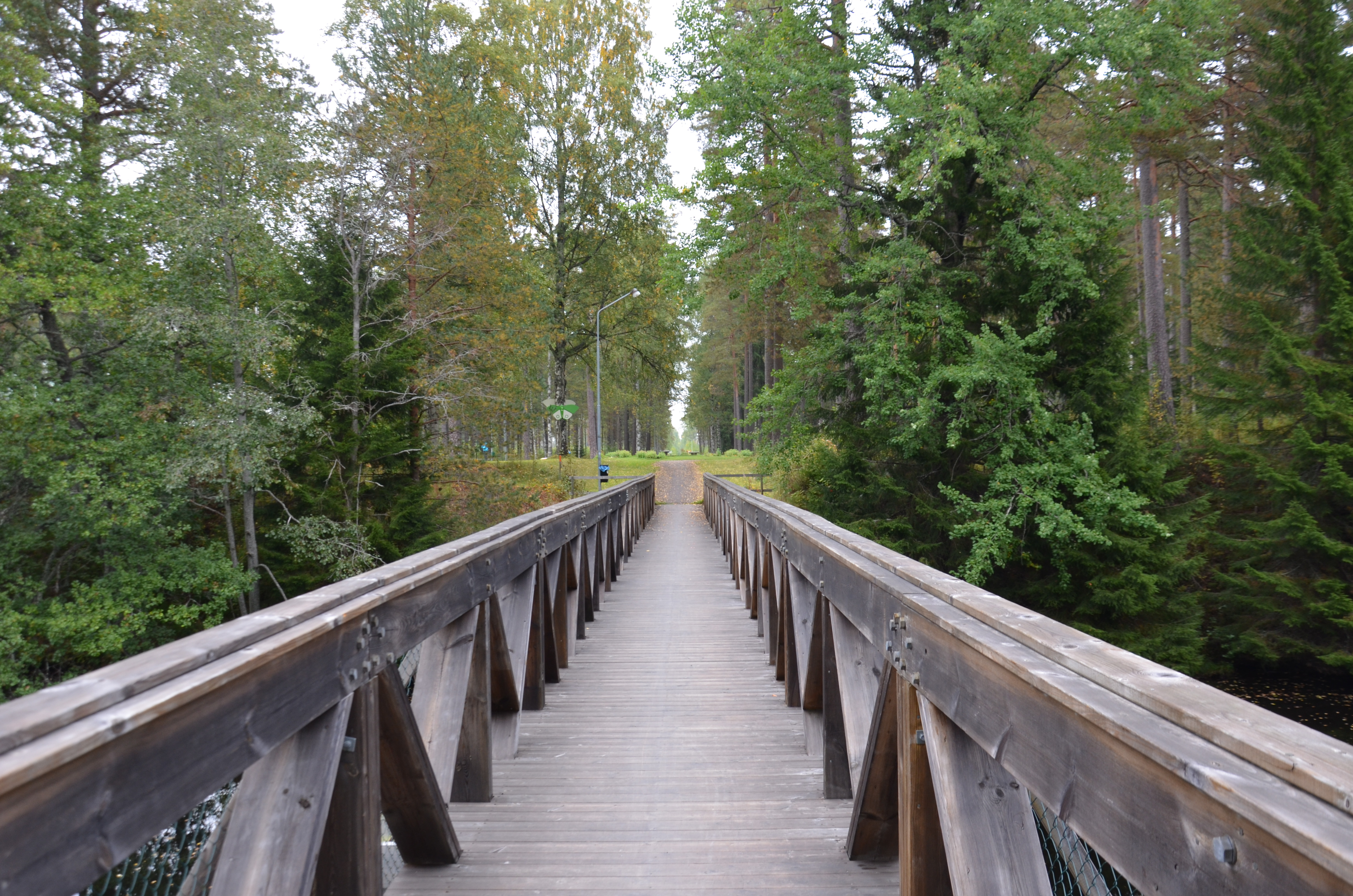
Bron över Svartälven vid västra entrén
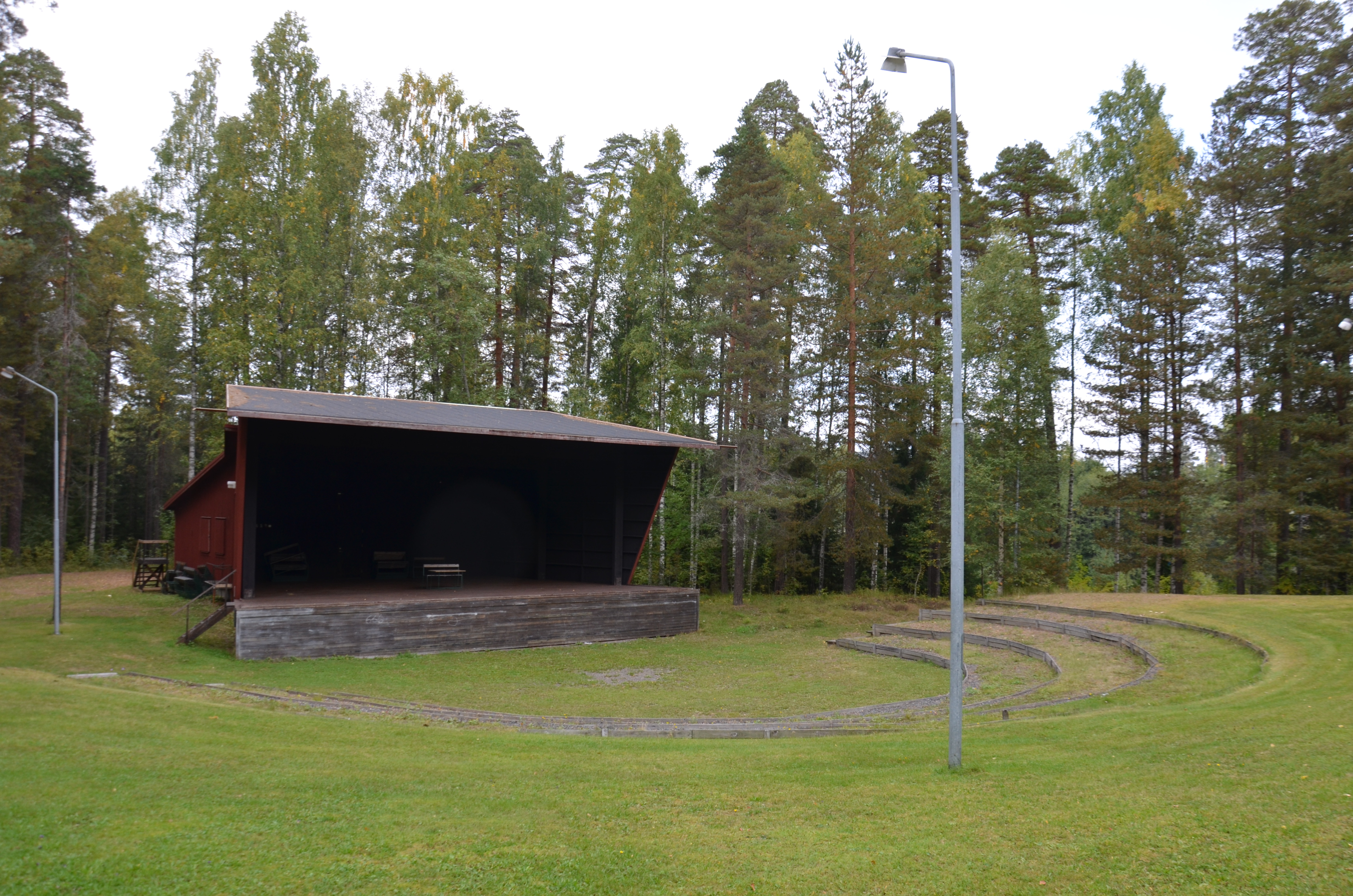
Teatern
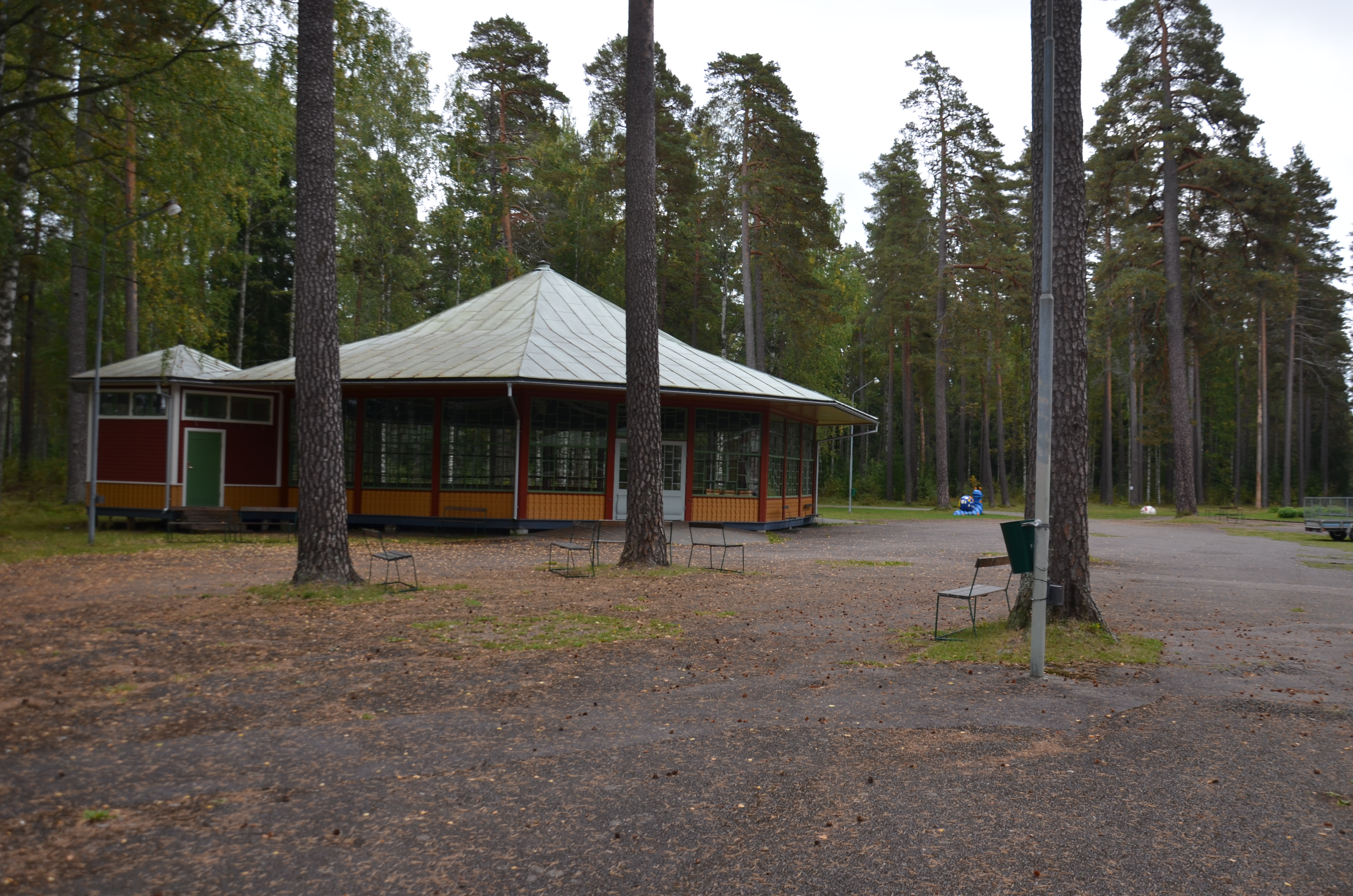
Rotundan